# Philippe de Maillardoz
François Philippe de Maillardoz, 3e marquis de Maillardoz de Rue, né le 6 septembre 1783 à Fribourg et décédé le 6 juin 1853 à Lucerne; bourgeois de Fribourg, est un militaire suisse. Il était le fils de Jean-Frédéric-Roch de Maillardoz.

## Biographie
Militaire de carrière, il s'engage dans les armées du Premier Empire français en 1806 où il participe aux campagnes de Prusse et d'Autriche avec le grade de capitaine. Il est décoré de la Légion d'honneur après la bataille d'Eylau.
Dès 1818, il entre dans la garde suisse du roi de France avec le grade de Lieutenant-colonel et, à ce poste, défend Charles X de France pendant les Trois Glorieuses. En parallèle, il poursuit une carrière politique dans le canton de Fribourg où il est député au Grand Conseil de 1814 à 1831 puis de 1834 à 1844.
De retour en Suisse en 1831, il est nommé préfet et colonel de l'armée fédérale. De 1836 à 1842, il est conseiller d'État conservateur puis, dès 1847, inspecteur général des milices fribourgeoises. Pressenti pour le titre de commandant de l'armée du Sonderbund, les dirigeants lui préfèrent finalement Jean-Ulrich de Salis-Soglio et lui confient la division fribourgeoise pendant la guerre du Sonderbund où il privilégie la défense de la capitale.
Commandeur de la Légion d'honneur par Louis-Philippe en 1841.
À la suite de la reddition sans combattre du canton de Fribourg devant les troupes de Guillaume Henri Dufour, Maillardoz est accusé à tort de trahison. Il s'enfuit à Neuchâtel puis à Besançon, puis enfin à Lucerne où il fait paraître, en 1850, son Mémoire sur ma participation aux évènements de Fribourg en 1847.

## Sources
- « Philippe de Maillardoz » dans le Dictionnaire historique de la Suisse en ligne.